# Lucio Antonio Saturnino
Lucio Antonio Saturnino (en latín, Lucius Antonius Saturninus) fue un gobernador romano de Germania Superior durante el reinado del emperador Domiciano.

## Carrera política
Entre septiembre y octubre de 82 fue nombrado por ese emperador consul suffectus.
En la primavera de 89, motivado por una afrenta personal contra el emperador, lideró una rebelión conocida como la Revuelta de Saturnino, que implicó a la Legio XIV Gemina y a la Legio XXI Rapax, acampadas en Mogontiacum (Maguncia).
Sus aliados germánicos no pudieron unírsele por el repentino deshielo del río Rin, y la revuelta fue rápidamente aplastada por el general de Domiciano Aulo Bucio Lapio Máximo, quien más tarde quemó las cartas de Saturnino en un intento de evitar implicar a otros. Sin embargo, Domiciano hizo ejecutar a muchos otros junto con Saturnino, mostrando sus cabezas en los rostra de Roma. La Legio XXI fue enviada a Panonia, y Domiciano aprobó una ley prohibiendo a las dos legiones compartir el mismo campamento.